# Стационе Мазоти (Пистоја)
Стационе Мазоти је насеље у Италији у округу Пистоја, региону Тоскана.
Према процени из 2011. у насељу је живело 1128 становника. Насеље се налази на надморској висини од 74 м.